# 鬥雀
斗雀（荷蘭語：Vinkensport）是一项比赛一小时内哪只雄性苍头燕雀发出更多鸟鸣的游戏。这种比赛常见于比利时北部的荷兰语区弗拉芒，由弗拉芒商人最早在1596年举行，成为弗拉芒的文化组成之一。据估计，至2007年，已有13,000多名爱好者，每年共育出约10,000只鸟。动物权利保护人士在斗雀游戏的历史上长期反对这项运动。

## 说明
比赛前，在街边以6英尺（1.8）间距排列一行鸟笼，每个鸟笼里放一只雄雀。鸟笼间距离越近，需要鸣叫的次数就越多，因为雄雀以鸣叫为吸引异性和宣称领地的手段。比赛在计时器响或计时人员发出信号后开始或结束。比赛时，每只鸟正确地鸣叫一次，人员便在木制长棍上用粉笔划一道计数符号。在一小时内，鸣叫次数最多的鸟获胜，获胜的鸟往往在规定时间内鸣叫数百次。

## 历史
已知最早的斗雀发生在1596年，但有些文献的记录早于1593年。到了19世纪末期，斗雀的流行度大降，但第一次世界大战后又重新流行起来。然而进入21世纪，斗雀再次面临着危机。在比利时城市哈勒尔贝克的Hulste村，有一座专门介绍斗雀的博物馆。
养鸟人使用大量不同的方法提高雄雀的鸣叫次数，例如人工选择育种，给鸟吃高蛋白食品，用音乐或其他鸟叫来刺激等。由于鸟类普遍在温暖的春季鸣叫，养鸟人可能同时会用鸟舍里的人工灯光引发雀鸣。
一些养鸟人宣称，在比利时的不同地区鸟的叫声不同（即是所谓方言），法语区的鸟鸣“法语”，荷兰语区的鸟则用“荷兰语”来叫。这类说法常用来描述实际与两种人类语言并不直接相关的细微区别。不过这种区别只有在声频图上才能观察到。另一方面，从分类学的角度看，比利时并不存在官方认定的苍头燕雀亚种。

## 反对

### 作弊
如同其他体育运动，斗雀也存在作弊现象。一次比赛中，某只雄雀在一小时内鸣叫了多达1,278次。赛后，这只鸟的主人被控使用睾酮这种禁药使鸟兴奋。另一个例子更为夸张：某只鸟在两轮比赛中鸣叫的次数相同，之后人们竟发现笼子里放了一台光碟机。

### 抵制
斗雀比赛是要求动物按人类的意志动作的项目，因此受到了广泛的批评。早期参赛人会为了不让鸟类的视线受到干扰会把鸟扎瞎。反活体解剖者、英国作家托马斯·哈代据说写下了《盲羽》（The Blinded Bird）一诗表达抗议。1920年，一些一战盲人老兵禁止了这运动，而同样为了不让鸟类分神，今日的斗雀比赛已变成把鸟装在不透光的木制鸟笼里的方式。
另一方面，动物权利人士曾控告斗雀者通过播放鸟鸣录音的方式给鸟“洗脑”，使其鸣叫；此外，把鸟类束缚在黑暗狭小的笼中也被控恶毒。在欧洲，捕捉野鸟是违法的，斗雀人声称野生苍头燕鸣叫更响亮，支持捕捉野生苍头燕。尽管苍头燕雀种群数量无危，但比利时法院在2002年援引了欧盟在1979年通过的法案，禁止抓捕野生苍头燕雀。